# 1216 год
1216 (ты́сяча две́сти шестна́дцатый) год  по юлианскому календарю — високосный год, начинающийся в пятницу. Это 1216 год нашей эры, 6‑й год 2‑го десятилетия XIII века 2‑го тысячелетия, 7‑й год 1210‑х годов. Он закончился 809 лет назад.
| Пн | Вт | Ср | Чт | Пт | Сб | Вс |
|    |    |    |    | 1  | 2  | 3  |
| 4  | 5  | 6  | 7  | 8  | 9  | 10 |
| 11 | 12 | 13 | 14 | 15 | 16 | 17 |
| 18 | 19 | 20 | 21 | 22 | 23 | 24 |
| 25 | 26 | 27 | 28 | 29 | 30 | 31 |

| Пн | Вт | Ср | Чт | Пт | Сб | Вс |
| 1  | 2  | 3  | 4  | 5  | 6  | 7  |
| 8  | 9  | 10 | 11 | 12 | 13 | 14 |
| 15 | 16 | 17 | 18 | 19 | 20 | 21 |
| 22 | 23 | 24 | 25 | 26 | 27 | 28 |
| 29 |    |    |    |    |    |    |

| Пн | Вт | Ср | Чт | Пт | Сб | Вс |
|    | 1  | 2  | 3  | 4  | 5  | 6  |
| 7  | 8  | 9  | 10 | 11 | 12 | 13 |
| 14 | 15 | 16 | 17 | 18 | 19 | 20 |
| 21 | 22 | 23 | 24 | 25 | 26 | 27 |
| 28 | 29 | 30 | 31 |    |    |    |

| Пн | Вт | Ср | Чт | Пт | Сб | Вс |
|    |    |    |    | 1  | 2  | 3  |
| 4  | 5  | 6  | 7  | 8  | 9  | 10 |
| 11 | 12 | 13 | 14 | 15 | 16 | 17 |
| 18 | 19 | 20 | 21 | 22 | 23 | 24 |
| 25 | 26 | 27 | 28 | 29 | 30 |    |

| Пн | Вт | Ср | Чт | Пт | Сб | Вс |
|    |    |    |    |    |    | 1  |
| 2  | 3  | 4  | 5  | 6  | 7  | 8  |
| 9  | 10 | 11 | 12 | 13 | 14 | 15 |
| 16 | 17 | 18 | 19 | 20 | 21 | 22 |
| 23 | 24 | 25 | 26 | 27 | 28 | 29 |
| 30 | 31 |    |    |    |    |    |

| Пн | Вт | Ср | Чт | Пт | Сб | Вс |
|    |    | 1  | 2  | 3  | 4  | 5  |
| 6  | 7  | 8  | 9  | 10 | 11 | 12 |
| 13 | 14 | 15 | 16 | 17 | 18 | 19 |
| 20 | 21 | 22 | 23 | 24 | 25 | 26 |
| 27 | 28 | 29 | 30 |    |    |    |

| Пн | Вт | Ср | Чт | Пт | Сб | Вс |
|    |    |    |    | 1  | 2  | 3  |
| 4  | 5  | 6  | 7  | 8  | 9  | 10 |
| 11 | 12 | 13 | 14 | 15 | 16 | 17 |
| 18 | 19 | 20 | 21 | 22 | 23 | 24 |
| 25 | 26 | 27 | 28 | 29 | 30 | 31 |

| Пн | Вт | Ср | Чт | Пт | Сб | Вс |
| 1  | 2  | 3  | 4  | 5  | 6  | 7  |
| 8  | 9  | 10 | 11 | 12 | 13 | 14 |
| 15 | 16 | 17 | 18 | 19 | 20 | 21 |
| 22 | 23 | 24 | 25 | 26 | 27 | 28 |
| 29 | 30 | 31 |    |    |    |    |

| Пн | Вт | Ср | Чт | Пт | Сб | Вс |
|    |    |    | 1  | 2  | 3  | 4  |
| 5  | 6  | 7  | 8  | 9  | 10 | 11 |
| 12 | 13 | 14 | 15 | 16 | 17 | 18 |
| 19 | 20 | 21 | 22 | 23 | 24 | 25 |
| 26 | 27 | 28 | 29 | 30 |    |    |

| Пн | Вт | Ср | Чт | Пт | Сб | Вс |
|    |    |    |    |    | 1  | 2  |
| 3  | 4  | 5  | 6  | 7  | 8  | 9  |
| 10 | 11 | 12 | 13 | 14 | 15 | 16 |
| 17 | 18 | 19 | 20 | 21 | 22 | 23 |
| 24 | 25 | 26 | 27 | 28 | 29 | 30 |
| 31 |    |    |    |    |    |    |

| Пн | Вт | Ср | Чт | Пт | Сб | Вс |
|    | 1  | 2  | 3  | 4  | 5  | 6  |
| 7  | 8  | 9  | 10 | 11 | 12 | 13 |
| 14 | 15 | 16 | 17 | 18 | 19 | 20 |
| 21 | 22 | 23 | 24 | 25 | 26 | 27 |
| 28 | 29 | 30 |    |    |    |    |

| Пн | Вт | Ср | Чт | Пт | Сб | Вс |
|    |    |    | 1  | 2  | 3  | 4  |
| 5  | 6  | 7  | 8  | 9  | 10 | 11 |
| 12 | 13 | 14 | 15 | 16 | 17 | 18 |
| 19 | 20 | 21 | 22 | 23 | 24 | 25 |
| 26 | 27 | 28 | 29 | 30 | 31 |    |

## События

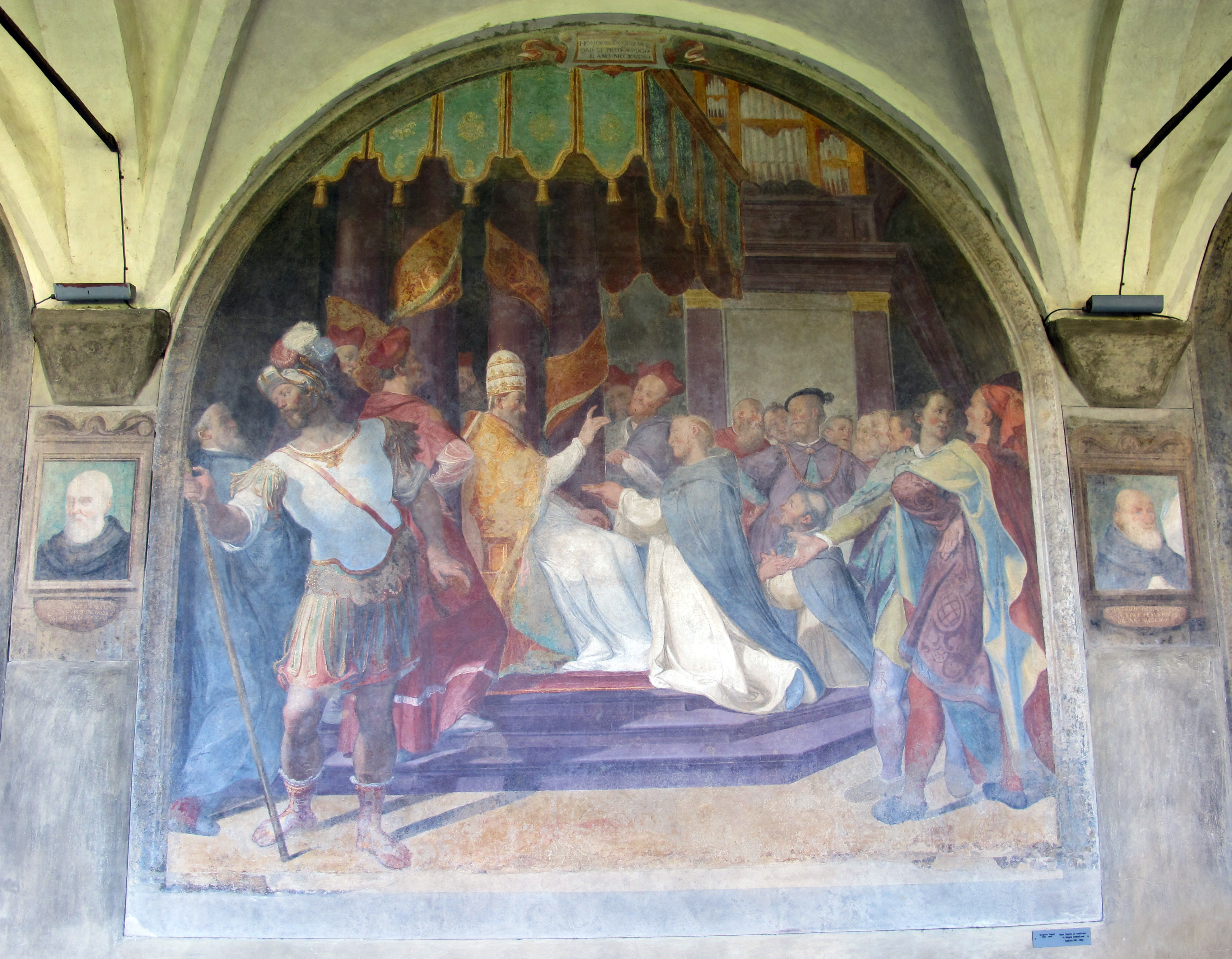
Понтифик Гонорий III утверждает устав ордена доминиканцев (проповедников)

- 1201—1219 — война за антиохийское наследство. Серия вооружённых конфликтов между силами Боэмунда IV и Раймунда-Рубена и их союзников за антиохийский престол, произошедшие в Северном Леванте и Киликии[1].
- 1209—1229 — Альбигойские крестовые походы, инициированные Римской католической церковью, по искоренению ереси катаров в исторической области нынешней Франции — Лангедок[2].
- 1215—1217 — Первая баронская война. Гражданская война в Англии между силами группы мятежных баронов во главе с Робертом Фиц-Уолтером и при поддержке французской армии, с одной стороны, и силами короля Иоанна Безземельного (отказавшегося соблюдать Великую хартию вольностей) — с другой[3].
- 1216—1222 — началась война за Шампанское наследство. Вооружённый конфликт из-за вопроса о престолонаследии в графстве Шампань. Война продлилась два года, но юридически она закончилась в 1222 году после наступления совершеннолетия графа Тибо IV и отказа его соперников от притязаний[4].
- Утверждён устав ордена доминиканцев (проповедников).
- Правитель Армянской Киликии Левон II захватил Антиохию и посадил там Раймунда-Рубена.
- Дрезден получил городские права.

### Англия
- 28 октября — коронация Генриха III (король Англии).
- В ответ на вторжение с севера, английские войска напали на южные области Шотландии.
- В Англии высадился французский принц Людовик VIII. Его объявили, но не короновали английским королём.

### Монгольская империя
- 1211—1234 — Монгольско-цзиньская война[5].
  - Киданьские отряды перешли реку Ялу и вторглись в северную часть королевства Корё. Фактический правитель Корё феодал Цой Чжун Хэн попросил помощи у монголов. Монгольские отряды быстро разбили киданей.
- 1216—1218 — Монгольское завоевание Каракитайского ханства[6].
  - Чингисхан отрядил своего сына Джэбэ с двумя туменами (20 000 солдат) для борьбы с ханством, а также отправил Субэдэя с ещё двумя туменами в поход против меркитов[6].
  - Две армии прошли через Алтай и Тарбагатайские горы и прибыли в Алмалык, где разделились[6].
  - Субэдэй повернул к юго-западу, разбив меркитов и защищая фланг Джэбэ на случай внезапного нападения из Хорезма[6].
  - Джэбэ снял вражескую осаду с Алмалыка, а затем перешёл к югу от озера Балхаш в земли Каракитайского ханства, где он осадил столицу Баласагун. Там Джэбэ разгромил 30-тысячную ханскую армию, после чего Кучлук бежал в Кашгар[6].

- 1216—1224 — началось монгольское завоевание Средней Азии под руководством Чингисхана[7].

## Русь
Правление: 1212—1223 — Мстислав Романович Старый

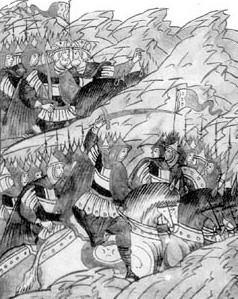
1216 год. Липицкая битва. Вступление Мстислава Удатного в бой. Миниатюра из Лицевого летописного свода XVI века.

- 11 февраля — Мстислав Мстиславич Удатный возвращается в Великий Новгород и втягивается в войну с зятем Ярославом Всеволодовичем. В начавшуюся войну были вовлечены и братья Ярослава  — Юрий и Константин[8].

- 1 марта — Мстислав Удатный вместе с князьями Ростиславичами выступает в поддержку Константина Всеволодовича в его борьбе с Юрием[9].
- 10 апреля — в Пасху, Мстислав Удатный с союзными князьями, встречается у церкви Святой Марины у Городища на р. Сара (впадает в Ростовское озеро) и проводят военный совет[9].
- 20—21 апреля — близ урочища Липицы в окрестностях г. Юрьев (Польский) состоялась Липицкая битва, решающее сражение в ходе борьбы за владимирский стол (1212-1216) между войсками двух княжеских коалиций, возглавляемых сыновьями владимирского князя Всеволода Юрьевича Большое Гнездо: Константином Всеволодовичем и Юрием Всеволодовичем[10][11].
- Юрий Всеволодович бежит с поля боя во Владимир. Попытка организовать сопротивление не удаётся и Юрий сдаётся на волю победителей[12].
- Ярослав Всеволодович бежал с поля боя в Переяславль-Залесский, где приказал бросить в погреба новгородцев и смолян, бывших в его городе, многие из них при этом задохнулись[8].
- 28 апреля — Владимирским князем провозглашен Константин Всеволодович[11].
- 29 апреля — союзные войска приблизились к Переяславлю-Залесскому. Ярослав Всеволодович выезжает из города и просит своего старшего брата Константина Всеволодовича не выдавать его тестю Мстиславу Мстиславичу Удатному[8].
- 3 мая — победители подошли к Переяславлю, заставили Ярослава Всеволодовича подчиниться их воле и освободили арестованных им в начале года новгородских купцов. Сам князь отправлен на княжение в Городец Радилов[11].
- 4 мая — Мстислав Удатный отбирает у Ярослава Всеволодовича свою дочь Ростиславну (женат с 1213 года)[8].
- 1216—1218 — Владимир Рюрикович становится четвёртый раз переяславским князем и первый раз, на один год, смоленским князем[13].
- 1216/17 — состоялся съезд русских князей на котором присутствовали представители отдельных князей, княжеских кланов и коалиций[14].
- Зубцов разорён войском новгородского князя Мстислава Удатного[15].
- Константин Всеволодович заложил церковь Успения Пресвятой Богородицы в Ярославле[9].
- Впервые в Новгородской первой летописи упомянут Ржев[16].
- Упоминание в летописи Ржева и Зубцова.

## Начало правления

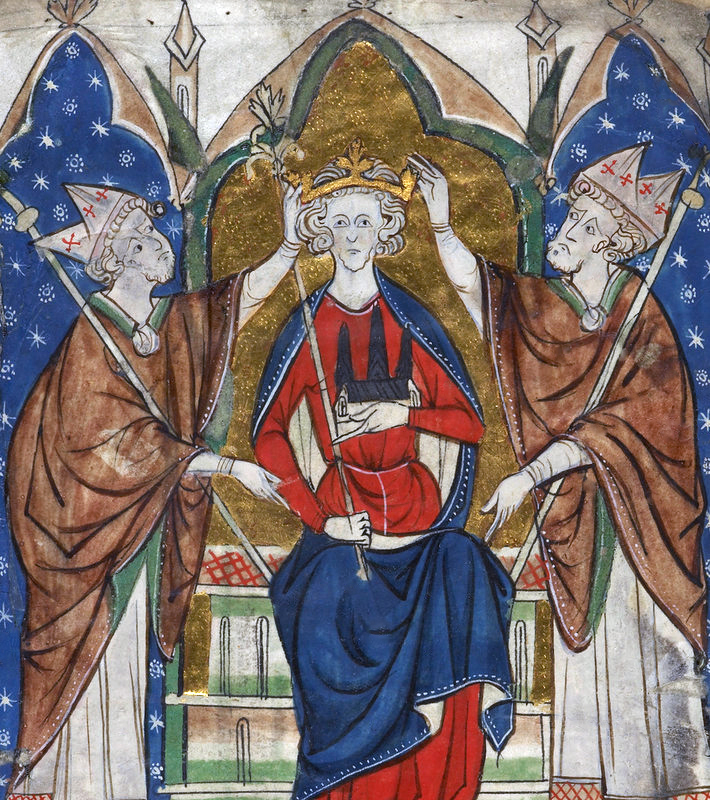
Коронация Генриха III

См.также: Список глав государств в 1216 году
- Латинская империя — Пьер II де Куртене (1216—1217), коронован в 1217.
- Папская область — Гонорий III (1216—1227)
- Королевство Англия — Генрих III Винчестер (1216—1272). Регенты: Уильям Маршал (1216—1219), Хьюберт де Бург (1219—1227).
- Юхан I Сверкерсон — король Швеции.

## Родились
См. также Категория:Родившиеся в 1216 году
- Эрик IV (король Дании).
- Роберт I Храбрый, граф Артуа.
- Николай III (папа римский).

## Скончались
См. также Категория:Умершие в 1216 году
- 11 июня — Генрих I Фландрский, император Латинской империи
- 16 июля — Иннокентий III (папа римский)
- 19 октября — Иоанн Безземельный, английский король (с 1199) из династии Плантагенетов.
- Пахомий — епископ ростовский[9].